# Ratolí marsupial del volcà Tweed
El ratolí marsupial del volcà Tweed (Antechinus arktos) és una espècie de petit marsupial carnívor de la família dels dasiúrids. És originari d'Austràlia. Fou descrit per primera vegada per Baker et al. el 2014. Fins ara, només s'ha trobat l'espècie a zones humides de gran altitud del Parc Nacional de Springbrook entre el nord de Nova Gal·les del Sud i el hinterland de Gold Coast.